# Редровский заказник
Редровский заказник — государственный природный заказник регионального значения. Расположен на территории Мошенского района Новгородской области.
Заказник был создан в декабре 1994 года постановлением Новгородской областной думы с целью сохранения древнего холмисто-моренного ландшафта с участками заболоченных озёрно-ледниковых равнин и крупными озёрами. Включён в список ключевых орнитологических территорий России, имеющих международное значение.
Общая площадь около 16,85 тысяч га (168,5 км²). Заказник расположен на абрадированной моренной равнине. В нём находится три крупных озера ледникового происхождения: Великое (1927 га), Чёрное (594 га) и Редрово (214 га). Из озера Великого вытекает река Кобожа.
Между озёрами Великим и Чёрным сохранились фрагменты коренных ельников-кисличников. К западу от озера Великого есть участок соснового бора. Крупные участки верховых сосново-сфагновых болот расположены к востоку от озера Редрово. Преобладающими являются березово-осиновые кустарничково-травяные леса с суходольными разнотравными мелкозлаковыми лугами.
В заказнике произрастает гриб паутинник фиолетовый, занесённый в Красную книгу РФ.
В районе Чёрного озера гнездится скопа, малый подорлик, большой подорлик, чернозобая гагара, также занесённые в Красную книгу. Кроме того, здесь обитают регионально редкие виды — чёрный коршун, кобчик, серый журавль, средний кроншнеп, выпь, бородатая неясыть и птицы, планируемые к занесению в Красную книгу РФ — среднерусская белая куропатка, большой кроншнеп.
Новгородская областная дума 29 июня 2005 года своим постановлением № 1115-III ОД исключила название «Редровский» из текста постановления о создании природных заказников. Однако 22 ноября 2005 года по протесту прокурора области незаконное постановление областной думы отменено.
В 2008 году из-за юридических проблем статус заказника вновь оказался под угрозой, но летом 2009 года сотрудниками Валдайского национального парка, а также учёными из Москвы и Петербурга были проведены ряд научных исследований, которые подтвердили важную роль заказника в сохранении окружающей среды. Результатом стало постановление Администрации Новгородской области от 22.01.2010 № 14 "О государственном природном заказнике регионального значения «Редровский», в котором определены цели и задачи создания заказника, а также источник финансирования мероприятий по соблюдению режима его охраны, установлены границы заказника и перечень видов деятельности, запрещённых на его территории, утверждён порядок осуществления контроля за охраной и использованием заказника.